# Ньюсомз (Вірджинія)
Ньюсомз (англ. Newsoms) — місто (англ. town) в США, в окрузі Саутгемптон штату Вірджинія. Населення — 286 осіб (2020).

## Географія
Ньюсомз розташований за координатами 36°37′34″ пн. ш. 77°7′29″ зх. д. / 36.62611° пн. ш. 77.12472° зх. д. (36.626208, -77.124837).  За даними Бюро перепису населення США в 2010 році місто мало площу 1,29 км², уся площа — суходіл.

## Демографія
Згідно з переписом 2010 року, у місті мешкала 321 особа в 139 домогосподарствах у складі 90 родин. Густота населення становила 248 осіб/км².  Було 163 помешкання (126/км²).
Расовий склад населення:
| - 50,2 % — білих - 48,6 % — чорних або афроамериканців - 0,3 % — корінних американців |

До двох чи більше рас належало 0,0 %. Частка іспаномовних становила 1,2 % від усіх жителів.
За віковим діапазоном населення розподілялося таким чином: 18,7 % — особи молодші 18 років, 65,4 % — особи у віці 18—64 років, 15,9 % — особи у віці 65 років та старші. Медіана віку мешканця становила 44,3 року. На 100 осіб жіночої статі у місті припадало 89,9 чоловіків;  на 100 жінок у віці від 18 років та старших — 94,8 чоловіків також старших 18 років.
Середній дохід на одне домашнє господарство  становив 53 699 доларів США (медіана — 52 604), а середній дохід на одну сім'ю — 57 520 доларів (медіана — 49 792). Медіана доходів становила 41 250 доларів для чоловіків та 29 375 доларів для жінок. За межею бідності перебувало 20,1 % осіб, у тому числі 32,1 % дітей у віці до 18 років та 26,9 % осіб у віці 65 років та старших.
Цивільне працевлаштоване населення становило 148 осіб. Основні галузі зайнятості: освіта, охорона здоров'я та соціальна допомога — 33,1 %, транспорт — 16,2 %, роздрібна торгівля — 10,1 %, публічна адміністрація — 9,5 %.

## Історія
1982 року плантаційний комплекс Саннісайд потрапив до Національного реєстру історичних місць США.

## Визначні особи
- Генерал-майор армії Союзу Джордж Генрі Томас (1816—1870) народився тут.